# ファンタシースターユニバース アークガルドの幻影
『ファンタシースターユニバース アークガルドの幻影』（ファンタシースターユニバース アークガルドのげんえい）は、2007年9月27日にセガから発売された『ファンタシースターユニバース イルミナスの野望』との連動企画として8月31日から公式HPで公開されているWebコミック作品。

## 概要
本作は、作中でサウンドが流れキャラクターに動きが入るムービングコミックであり、動画に近い感覚で観ることができる。また、作中の台詞にはゲーム内でも実際に使われている『吹き出しチャット』を取り入れている。
作品のキャラクターイラストは、イラストレーターの新間大悟が担当している。
時間軸としては　『ファンタシースターユニバース（EP1）』→ 『ファンタシースターポータブル（→EP2中盤まで）』→『アークガルドの幻影（→EP2終了まで）』→ 『イルミナスの野望（EP2）』となっており、ゲームのストーリーでは空白となっている「英雄であったはずのイーサンがなぜ、総裁暗殺未遂で追われる身になったのか」が描かれている。

## ストーリー
HIVE殲滅作戦から一ヶ月。グラール太陽系に平和が戻ったかに見えたが、第一惑星パルムでは爆弾テロが頻発していた。
ガーディアンズはパルム警察から協力の要請を受け、ガーディアンズの一員であるイーサン・ウェーバーとレオジーニョ・サントサ・ベラフォートも捜査に乗り出した。
そして、テロの実行犯を追い詰めるにまで至ったが「まもなくグラールの文明は崩壊する…！」という意味深な言葉を残し、犯人は自爆してしまった。
テロの背後に浮かぶ謎の組織『イルミナス』の影。彼らの目的とは？　そして『アークガルド』の言葉が意味するものとは…？

## 各話のタイトル
- Chapter1 「悪意の鼓動」
- Chapter2 「謎の伝言」
- Chapter3 「死の称号」
- Chapter4 「総帥暗殺」
- Chapter5 「逃亡」
- Chapter6 「破滅への序章」

## 登場人物

### ガーディアンズ
- イーサン・ウェーバー
- レオジーニョ・サントサ・ベラフォート
- トニオ・リマ
- ルウ
- ルカイム・ネーヴ
- オーベル・ダルガン

### イルミナス
- カール・フリードリヒ・ハウザー
- ルドルフ・ランツ
- マクダ・ミリアン
- 女幹部（ヘルガ・ノイマン）

### ローグス
- アルフォート・タイラー
- リィナ・スカヤ
- ノ・ボル
- ヒル・ボル
- ド・ボル

### その他
- ルミア・ウェーバー